# Баркенгольм
Баркенгольм (нім. Barkenholm) — громада в Німеччині, розташована в землі Шлезвіг-Гольштейн. Входить до складу району Дітмаршен. Складова частина об'єднання громад КЛГ-Айдер.
Площа — 5,11 км2. Населення становить 162 ос. (станом на 31 грудня 2020).